# Verdwenen straatnamen in Paramaribo

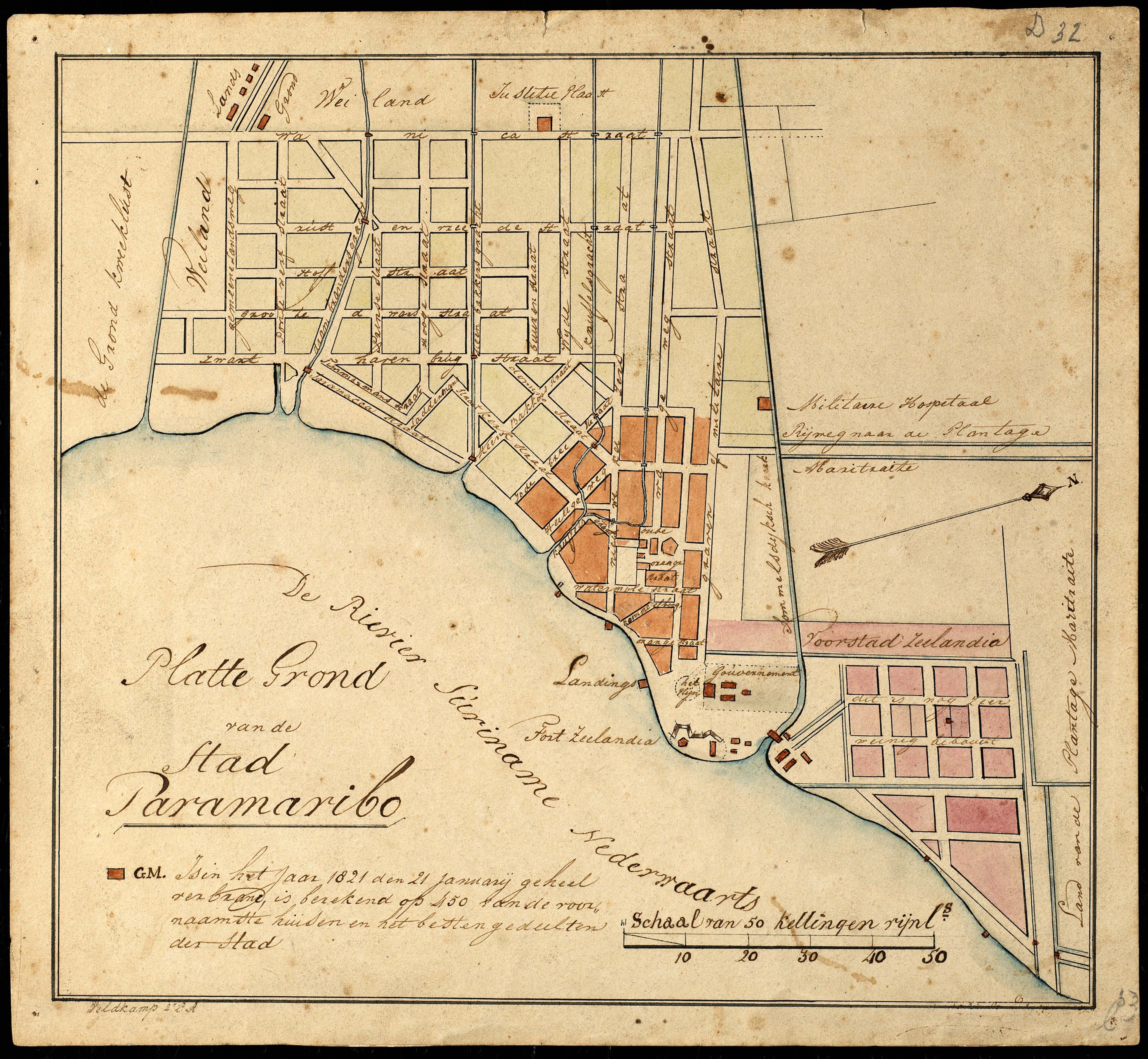
Platte Grond van de Stad Paramaribo (1821)

Vanaf de Surinaamse onafhankelijkheid in 1975 tot 2020 hebben 15 straten in het centrum van Paramaribo een nieuwe naam gekregen. Het zijn vooral Surinaamse politici en vooraanstaande wetenschappers die worden geëerd door een straatnaam naar hen te noemen. De verdwenen straatnamen verwezen meestal naar de historie van de plek, zoals de Pontewerfstraat en de Wanicaweg.
Het veranderen van straatnamen gebeurde ook voor 1975. Door drie elkaar snel opvolgende stadsuitbreidingen aan het einde van de 18e eeuw ontstonden er straatnamen die als eerste aanduiding voldoende duidelijk waren (Tweede Dwarsstraat, Grote Rijweg). Op een later moment kregen deze straten een definitieve naam; ze werden bijna altijd vernoemd naar koloniale bestuurders. Het gebruik om straten te hernoemen naar bekende Surinamers begon rond 1950 met de Dr. J.F. Nassylaan en de Dr. Sophie Redmondstraat en is na 1975 geïntensiveerd.

## Straten

#### Bamboeslaan. Vanaf 1911: Mahonylaan
De Bamboeslaan liep vanaf de Grote Waterstraat tot aan de kruising met de Grote Combéweg en de Ma Retraiteweg. De laan vormde de noordelijke grens van de Voorstad Zeelandia (Combé) en werd ook wel aangeduid met de Vierde Dwarsstraat. Gouverneur Hendrik Jan Smidt liet de Bamboeslaan met mahoniebomen beplanten. De laan werd daarna omgedoopt tot Mahonylaan en verder doorgetrokken tot aan de Laan van Tourtonne.

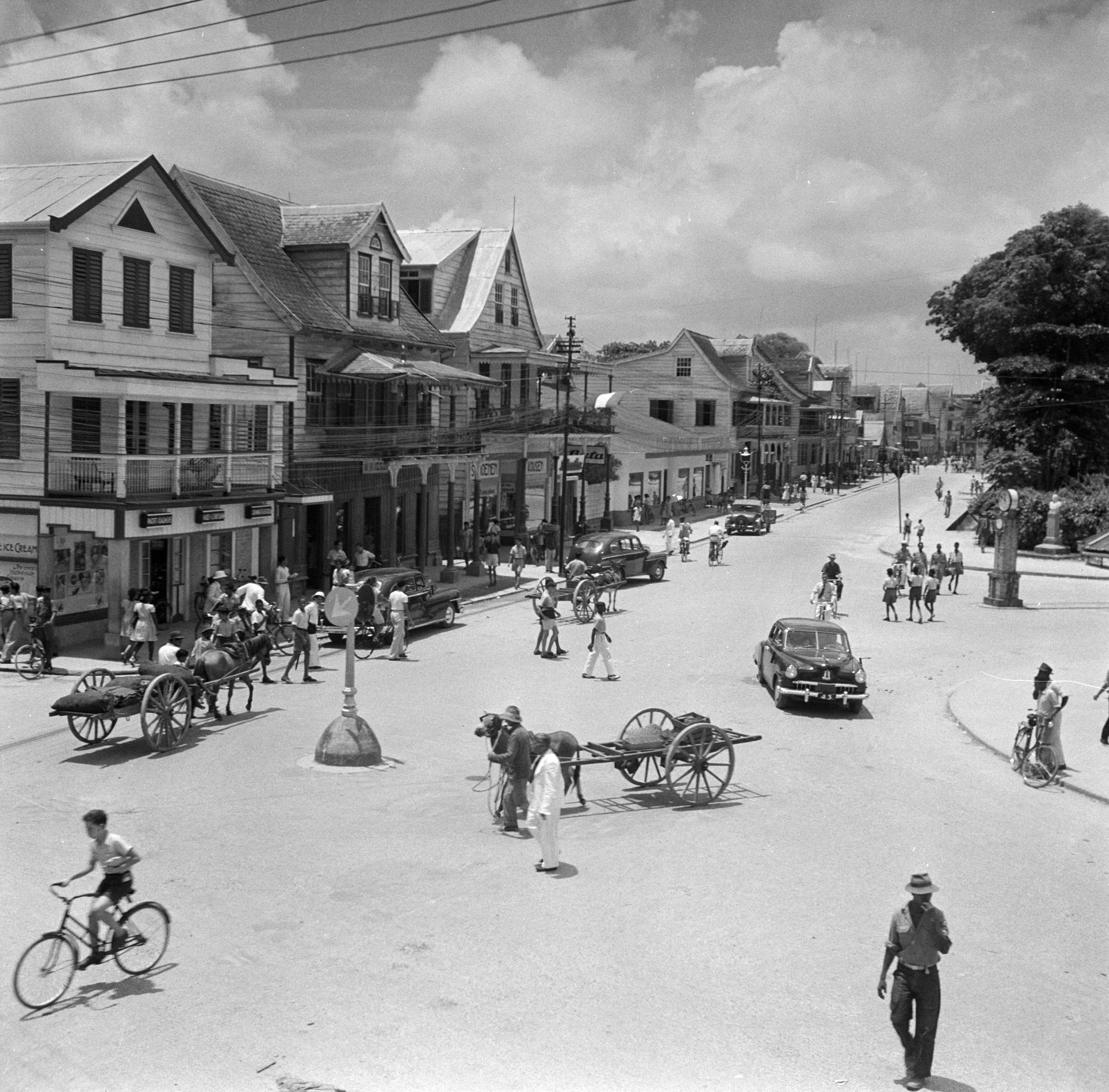
De Spanhoek in Paramaribo (Foto Willem van de Poll 1947)

#### Brandplein. Vanaf 1887: Vaillantsplein
Het Brandplein werd aangelegd op de plek waar de Klipstenenstaat, de Domineestraat en de Heiligenweg samenkomen met de Keizerstraat. Dat gebeurde nadat een groot deel van de oude binnenstad was vernietigd door de Stadsbrand van Paramaribo (1821). De hoek van de Heiligenweg en de Domineestraat, aan de westkant van het Vaillantsplein, staat ook bekend als Spanhoek. Het Brandplein werd in 1887 hernoemd naar Cornelis Vaillant (Amsterdam, 26 mei 1781 – Den Haag, 9 januari 1849), een Nederlands advocaat die gouverneur van Suriname was van 1816 tot 1822. Op het plein werd in 1966 het Statenmonument onthuld, het symbool voor 100 jaar volksvertegenwoordiging in Suriname (1863-1963).

#### Coppenamestraat. Vanaf 21 september 2002:Jagernath Lachmonstraat

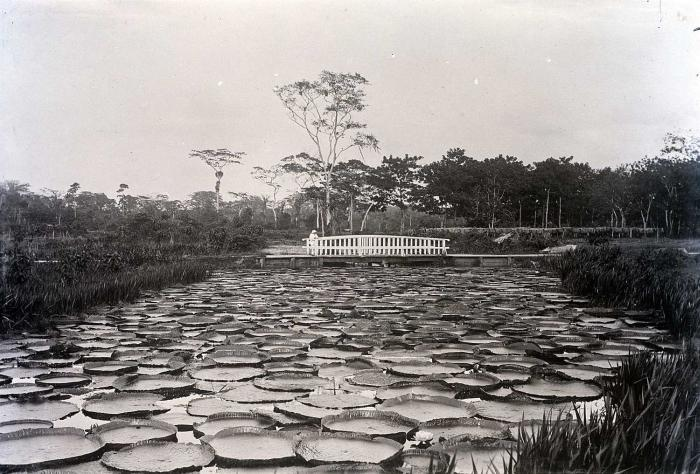
Bloeiende Victoria Regia in de vijver van de Cultuurtuin (Foto Augusta Curiel 1928)

De Coppenamestraat dankte haar naam aan de Coppename, een van de grote rivieren van Suriname. In dezelfde buurt bevinden zich nog steeds de Corantijnstraat, de Surinamestraat, de Nickeriestraat en de Commewijnestraat. De twee belangrijkste zijrivieren van de Coppename zijn eveneens vernoemd: de Tibitistraat en de Coesewijnestraat. Jagernath Lachmon (Corantijnpolder, 21 september 1916 – Den Haag, 19 oktober 2001) was een hindostaans politicus. Hij was voorzitter van de Vooruitstrevende Hervormings Partij (VHP) en voorzitter van de Staten van Suriname. Van 1987 tot 1996 was hij voorzitter van De Nationale Assemblée, gevolgd door een tweede periode van 2000 tot 2001.

#### Cultuurtuinlaan. Vanaf 2000:Letitia Vriesdelaan
De Cultuurtuin is een park aan de noordkant van Paramaribo, aangelegd op de plek van de voormalige plantage Wolfenbüttel. De cultuurtuin was opgezet in 1908 tijdens het Nederlandse koloniale bewind en was bedoeld om uitheemse planten en bomen te testen op hun geschiktheid voor het Surinaamse klimaat. Een deel van de cultuurtuin is gebruikt om een sportcomplex te bouwen. De Cultuurtuinlaan werd in 2000 hernoemd naar Letitia Vriesde (Coronie, 5 oktober 1964), een atlete die deel nam aan de Olympische Spelen van 1988 tot 2004. Ze was nationaal kampioen voor alle afstanden tussen de 400 en de 10.000 meter.

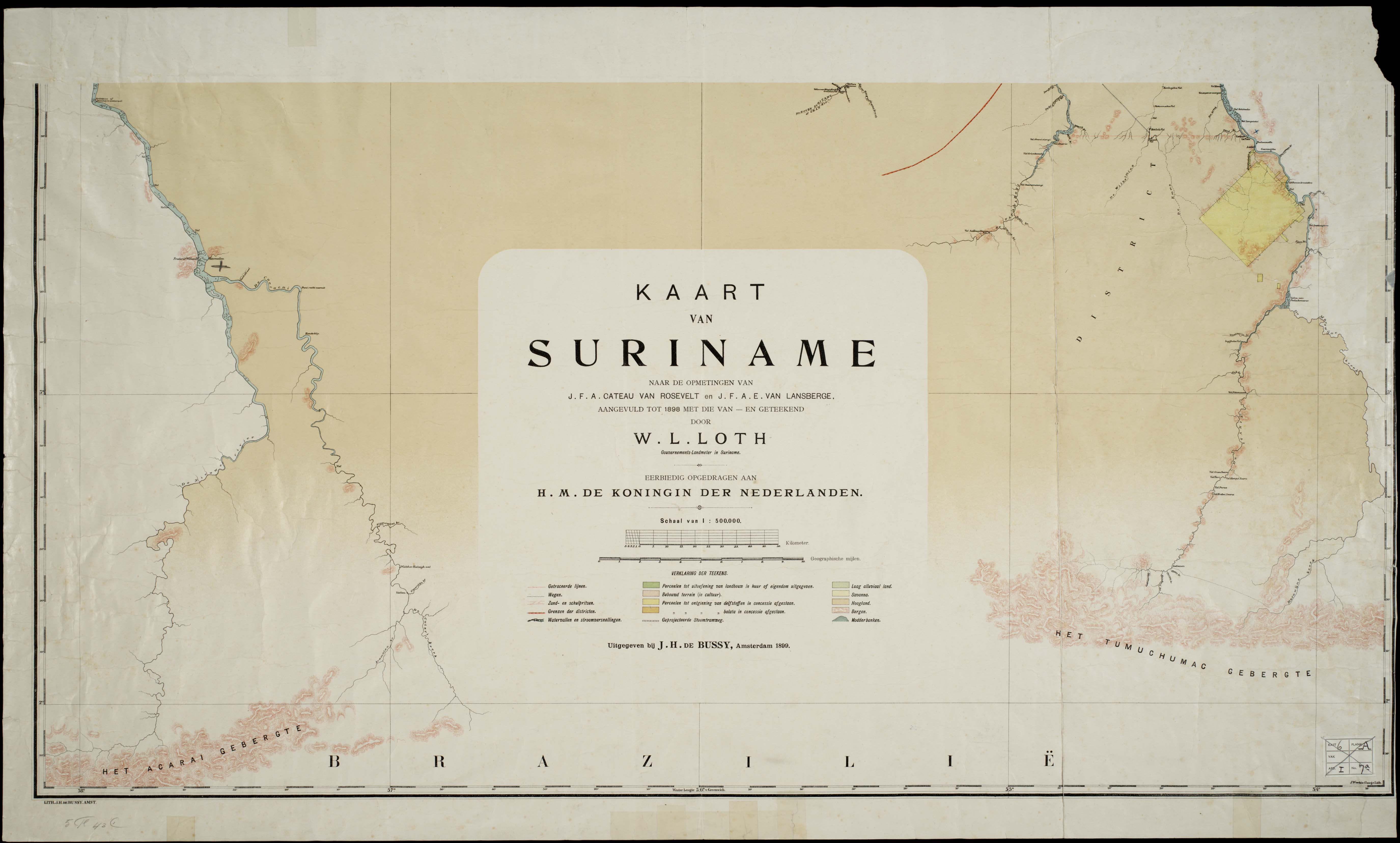
W.L. Loth - Kaart van Suriname (1899)

#### Derde Dwarsstraat. Vanaf 1916: W.L. Lothlaan
De derde Dwarsstraat lag in de wijk Combé, op oude kaarten ook wel aangeduid met Voorstad Zeelandia (kaart 1821) of 1e Buitenwijk (kaart 1916-17). Vanaf het centrum geteld is het de derde zijstraat van de Grote Combéweg, die vanaf het Gouvernementsplein naar de voormalige plantage Ma Retraite liep. De straat werd in 1916 hernoemd naar Willem Lodewijk Loth. Loth was landmeter, majoor-commandant der schutterij, chef van het Bouwdepartement en Administrateur van Financiën. Hij heeft het tekenwerk verzorgd voor de kaart van Suriname uit 1882 van Johan Cateau van Rosevelt en J.F.A.E. van Lansberge.

#### Eerste Dwarsstraat. Vanaf 1916: President Da Costalaan
De Eerste Dwarsstraat lag in de Voorstad Zeelandia, nu Combé. Isaac da Costa (19 februari 1847 – 28 maart 1925) was een Surinaams jurist en politicus. Van 1911 tot 1920 was hij president van het Hof van Justitie en van 1904 tot 1914 was hij voorzitter van de Koloniale Staten.

#### Eerste Rijweg. Vanaf 1959: Professor W.J.A. Kernkampweg

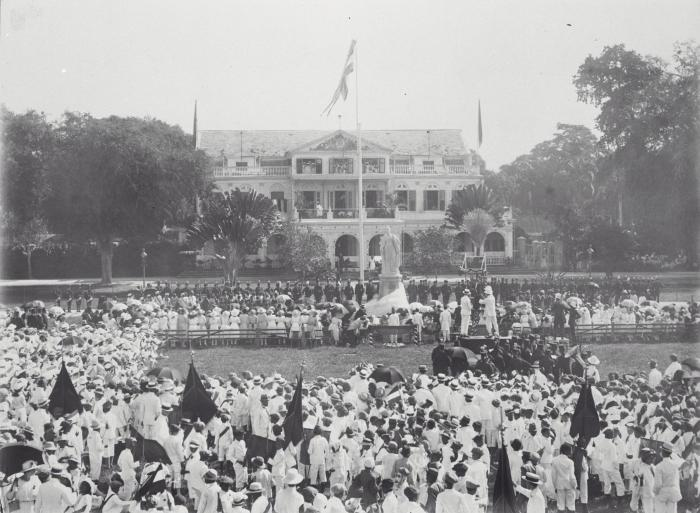
De onthulling van het standbeeld van Koningin Wilhelmina op 31 augustus 1923 (Foto Augusta Curiel 1923)

De Eerste Rijweg vormde de verbinding tussen de Kwattaweg en de Verlengde Gemenelandsweg. Willem Jan Arend Kernkamp (Edam, 18 juli 1899 – Utrecht, 18 juli 1956) was minister van Overzeese Rijksdelen van 2 september 1952 tot zijn overlijden in 1956. Tijdens zijn ministerschap kwam het Statuut voor het Koninkrijk der Nederlanden tot stand waarmee Suriname en de Nederlandse Antillen een zelfstandiger positie binnen het koninkrijk kregen.

#### Gouvernementsplein. Vanaf 1955: Oranjeplein. Vanaf 1975:Onafhankelijkheidsplein
Het Onafhankelijkheidsplein werd tussen 1955 en 1975 het Oranjeplein genoemd en daarvoor het Gouvernementsplein. Het was oorspronkelijk een veld dat gebruikt werd als exercitieterrein voor de militairen die gelegerd waren in Fort Zeelandia. In 1730 werd het Gouvernementshuis gebouwd en kreeg het plein de naam Gouvernementsplein. Het bezoek van het Nederlandse koninklijk paar in november 1955 was de aanleiding om de naam van het plein te veranderen in Oranjeplein. Twintig jaar later, op 21 november 1975, dus enkele dagen voor de Surinaamse onafhankelijkheid, werd het standbeeld van koningin Wilhelmina van het Oranjeplein verwijderd. Op die plek werd de Surinaamse vlag geplaatst en het Oranjeplein werd omgedoopt tot Onafhankelijkheidsplein.

#### Gravenstraat. Vanaf 25 april 2003: Henck Arronstraat
De Gravenstraat dankte zijn naam aan de begraafplaatsen langs deze weg. Een van die begraafplaatsen bestaat nog: de Nieuwe Oranjetuin. De Gravenstraat, aangelegd op een zand- of schelprits, was een van de oudste straten van Paramaribo. De straat liep vanaf Fort Zeelandia, via het Gouvernementsplein, in de richting van Kwatta. Toen Suriname in Engels bezit was, liep de straat naar het huis van lord Francis Willoughby en werd "The Lords Road" genoemd. Het gedeelte tussen de Swalmbergstraat en de Oude Charlottenburgweg werd Soldatenstraat genoemd. Henck Arron (Paramaribo, 25 april 1936 – Alphen aan den Rijn, 4 december 2000) was een politicus die een belangrijke rol heeft gespeeld bij de onderhandelingen over de onafhankelijkheid van Suriname. Hij was politiek leider van de Nationale Partij Suriname (NPS), premier van 1973 tot 1980 en vice-president van 1988 tot 1990.

#### Grote Dwarsstraat. Vanaf 1959: A.L. Waaldijkstraat
De Grote Dwarsstraat liep evenwijdig aan de Zwartenhovenbrugstraat en bevond zich tussen de Burenstraat en de Limesgracht. De straat werd aangelegd in de periode 1772-1798 en in 1959 werd de straat omgedoopt in A.L. Waaldijkstraat. Adolf Lodewijk Waaldijk (Paramaribo, 6 februari 1880 - aldaar 21 mei 1959) was onderwijzer en actief voor de Evangelische Broedergemeente. Hij was de stuwende kracht achter de oprichting van de Eerste Surinaamse Huishoud- en Industrieschool in 1938. In 1956 verhuisde de school naar een nieuw gebouw aan de Fred Derbystraat. De school heet nu A.L. Waaldijkcollege.

#### Grote Waterstraat. Vanaf 1956:Cornelis Jongbawstraat
De Grote Waterstraat liep evenwijdig aan de Surinamerivier. Vanaf een houten brug over de Nepveugracht volgde de straat de rivier in noordoostelijke richting. Tussen de straat en de oever van de rivier waren aan het begin van de 20e eeuw een stoomhoutzaagmolen en een lucifersfabriek gevestigd. Cornelis Jong Baw (Albina, 29 september 1897 – 21 mei 1956) was directeur van Van Romondt's Handelmaatschappij waarvan het hoofdkantoor aan de Waterkant stond. Jong Baw was van 1942 tot 1950 lid van de Staten van Suriname.

Heerenstraat in Paramaribo. (Albuminedruk, ca.1890)

#### Heerenstraat. Vanaf 1958: Mr. F.H.R.Lim A Postraat
De Heerenstraat liep oorspronkelijk vanaf het Gouvernementsplein naar de Malebatrumstraat. Alleen het oudste deel van de Heerenstraat, het gedeelte tot aan de Noorderkerkstraat, werd in 1958 hernoemd naar Mr. F.H.R. Lim A Postraat. In Paramaribo bevinden zich ook een Keizersstraat en een Prinsenstraat, namen die vermoedelijk refereren aan de grachtengordel in Amsterdam. Frederik Lim A Po (9 maart 1900 - Paramaribo, 9 april 1957) was praktizijn (advocaat) en politicus. Hij was voorzitter van de Staten van Suriname van 1945 tot 1947 en een tweede periode van 1951 tot 1953. Hij heeft een grote bijdrage geleverd aan de dekolonisatie van Suriname, in het bijzonder aan de totstandkoming van de interim-regeling van 20 januari 1950 waarin een grotere autonomie voor Suriname werd vastgelegd.

#### Hoogestraat. Vanaf 1 februari 2019: Dr. Eugène Albert Gesselstraat
De Hoogestraat lag op een rits tussen de Steenbakkersgracht en de Drambrandersgracht. Eugène Gessel (Paramaribo, 22 januari 1919 - aldaar, 21 oktober 2020) was historicus, docent en politiek analyticus. Gessel was geboren in de Hoogestraat, die ter gelegenheid van zijn 100e verjaardag op 22 januari 2019 naar hem werd vernoemd. Gessel was van 1950 tot en met 1953 voorzitter van het bestuur van de Vereniging Ons Suriname. In 2011 ontving hij een eredoctoraat van de Anton de Kom Universiteit van Suriname.

#### Kort Aasemstraat
De Kort Aasemstraat komt voor op een reproductie van een kaart van Paramaribo die de situatie rond 1737 aangeeft. De straat lag in het verlengde van het eerste deel van de Keizerstraat, vanaf de Zwartenhovenbrugstraat tot aan de Rust en Vredestraat.

#### Mr. J.C. Bronsplein. Vanaf 1 juli 2004:Frimangronplein
Johannes Cornelis Brons ('s-Gravenhage, 6 augustus 1884 – aldaar, 12 mei 1964) was een Nederlandse jurist die carrière maakte in Suriname. Hij was president van het Hof van Justitie, voorzitter van de Koloniale Staten en Gouverneur van Suriname van 1944 tot 1948. Het Frimangronplein is genoemd naar de wijk Frimangron, opgezet in de 18e eeuw en een van de eerste volkswijken van Paramaribo. De naam betekent “grond van de vrije mens” en verwijst naar de vrijgelaten slaven die in dit gebied gingen wonen. Tot de eerste bewoners behoorden de Redi Moesoe, de leden van het korps Zwarte Jagers.

#### Nepveugracht. Vanaf ca. 1905: Wilhelminastraat
De gracht is genoemd naar Jan Nepveu (Amsterdam, 27 augustus 1719 - Paramaribo, 27 februari 1779), Nederlandse gouverneur van Suriname van 1768 tot 1779. Tijdens zijn gouverneurschap werden de oorlogen tegen de Boni-marrons uitgevochten en het Cordon van Defensie aangelegd. De kade langs de gracht was genoemd naar Koningin Wilhelmina. De Nepveugracht werd rond 1905 gedempt en daarmee verdween ook de naam van de gracht.

#### Nepveustraat. Vanaf 1 juli 2004: Afi Jabastraat
Afi Jaba Grando was een prinses van de Doma stam in Ghana. Zij werd naar Suriname verbannen vanwege een conflict met het Koninklijk huis waar zij deel van uit maakte. Toen gouverneur Jan Nepveu hoorde van Afi Jaba’s koninklijke afkomst, stelde hij haar onmiddellijk in vrijheid. Hij gaf haar een stuk grond om zich te vestigen aan de nu naar haar vernoemde straat in de wijk Frimangron.

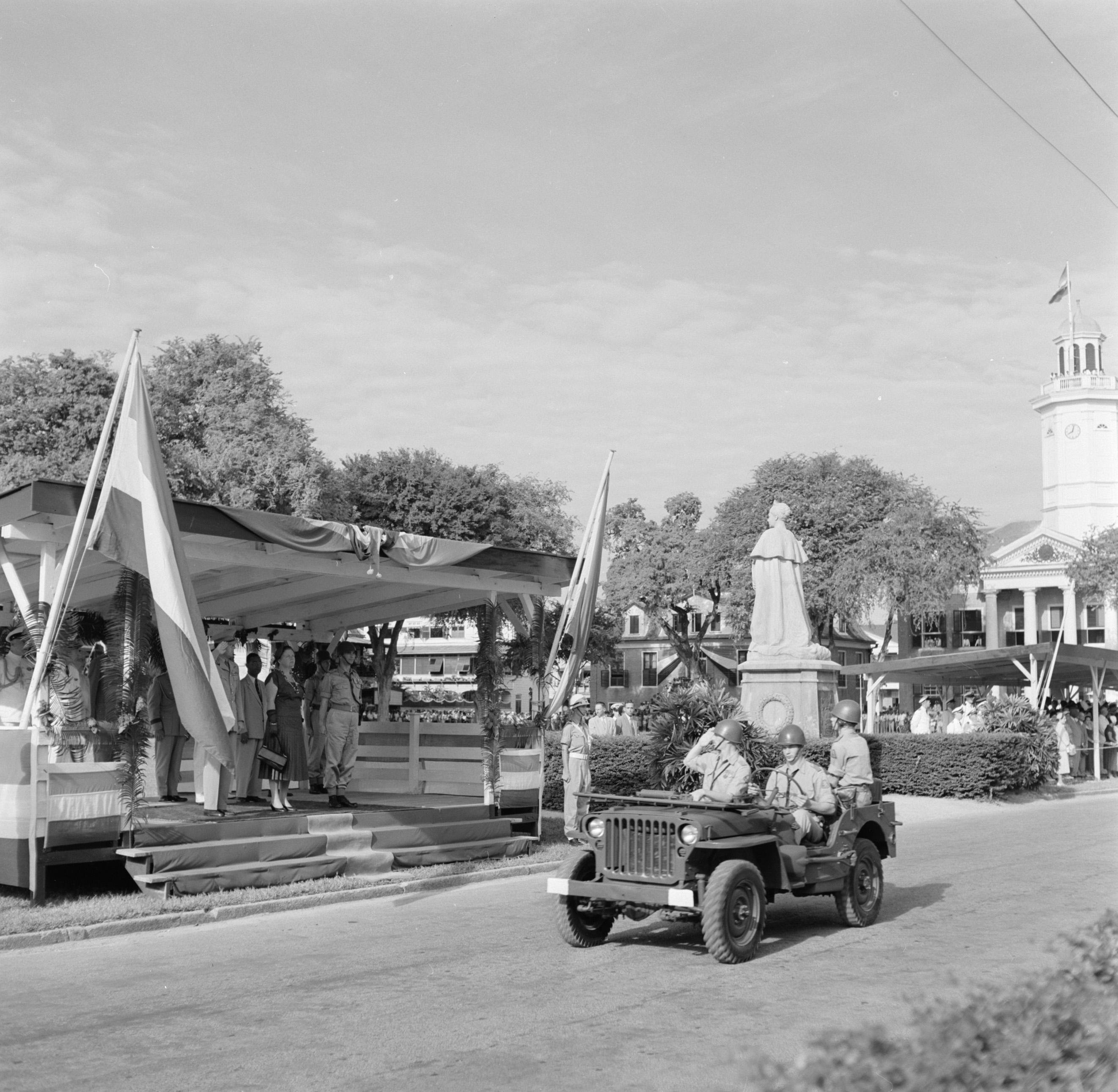
Defilé op het Oranjeplein op 4 november 1955 (Foto Willem van de Poll 1955)

#### Oranjestraat. Vanaf 1958:Mr. Dr. J.C. de Mirandastraat
Oranje is de kleur van het Nederlandse vorstenhuis. Willem van Oranje, de stamvader van het Nederlandse koningshuis, erfde in 1544 van zijn neef René van Chalon de titel Prins van Oranje, een titel die hoorde bij het vorstendom Orange in Frankrijk. Julius Caesar de Miranda (Paramaribo, 3 april 1906 – aldaar, 28 november 1956) was een Surinaams jurist en politicus. Hij woonde jarenlang in de Oranjestraat. Hij was lid van het Hof van Justitie en president van de Krijgsraad. Vanaf 1932 was hij lid van de Koloniale Staten en tot 1946 lid van de Staten van Suriname. In 1948 werd het algemeen kiesrecht ingevoerd. De Miranda werd voorzitter van het College van Algemeen Bestuur waarmee hij gezien wordt als de eerste premier van Suriname.

#### Picornekreek. Na 1921:Neumanpad
De Picornekreek werd in 1921 gedempt: "In het belang van een betere rioleering van de Dominéstraat werd een gedeelte van de Picornekreek, welke de hoogerbedoelde straat doorsnijdt, gedempt en dit gedeelte van betonbuizen voorzien". De kreek kwam samen met de Fiottekreek uit in de Knuffelsgracht. Langs de kreek liep het Neumannpad en na de demping van de kreek is de naam van het pad gehandhaafd. Het pad loopt van de Maagdenstraat naar de Zwartenhovenbrugstraat en is genoemd naar Theodor Neumann Cordua (1860-1911), een Surinaams pianist en componist die op jonge leeftijd naar Wenen vertrok.

#### Plein van 12 mei 1874
Het Plein van 12 mei 1874 bevond zich in het westelijk uitbreidingsgebied, op de hoek van de Van Idsingastraat, de Van Sypesteynlaan en de Sophialaan. Op 12 mei 1874 vierde Koning Willem III zijn 25-jarig regeringsjubileum. In Paramaribo werd het feest "met grote geestdrift van den vroegen ochtend tot den late avond gevierd. Tot blijvende herinnering aan dezen dag werd het plein gelegen in de 2e Buitenwijk, voorbij de Weidestraat, gedoopt Plein van 12 mei ".  Ter gelegenheid van het jubileum van de koning werden er ook prijzen uitgeloofd aan ‘negerwerklieden’ die zouden uitmunten in het aanleggen van wegen en het graven van sloten in het westelijk uitbreidingsgebied.

Domineekreek bij Poeloepantje. (Foto Julius Muller ca. 1885)

#### Poelepantjeplein. Vanaf 1948:William Kraanplein

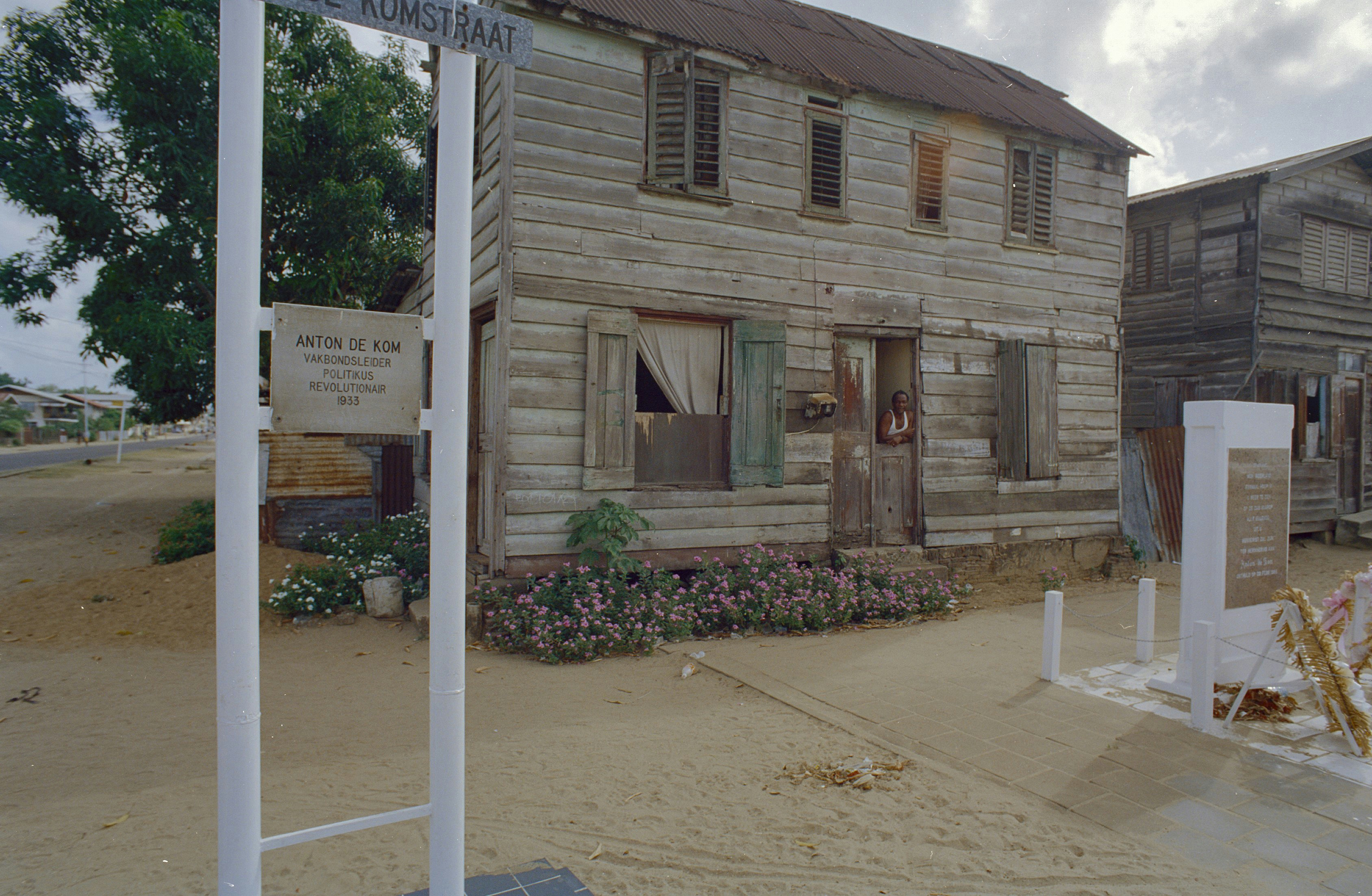
Monument voor het huis van Anton de Kom (Foto Loek Tangel 1997)

De naam Poelepantje is een verbastering van poeloe pangi, waarmee een doorwaadbare plek in de Domineekreek werd aangeduid. De naam betekent dat mensen die de kreek wilden oversteken hun lendendoek afdeden om die niet nat te maken. Aan het begin van de 19de eeuw werd op die plek een houten ophaalbrug gebouwd. De Domineekreek is later gedempt. In 1958 is op het plein een productielocatie geopend van de Surinaamsche Waterleiding Maatschappij (SWM). William Kraan (Londen, 12 november 1878 – Soest, 31 december 1947) was een Nederlands journalist die emigreerde naar Suriname. Hij werkte als reporter en was redacteur van het Dagblad De West, de krant die hij in 1909 zelf had opgericht. Hij was lid van de Koloniale Staten en de Staten van Suriname.

#### Pontewerfstraat. Vanaf 1981:Anton de Komstraat

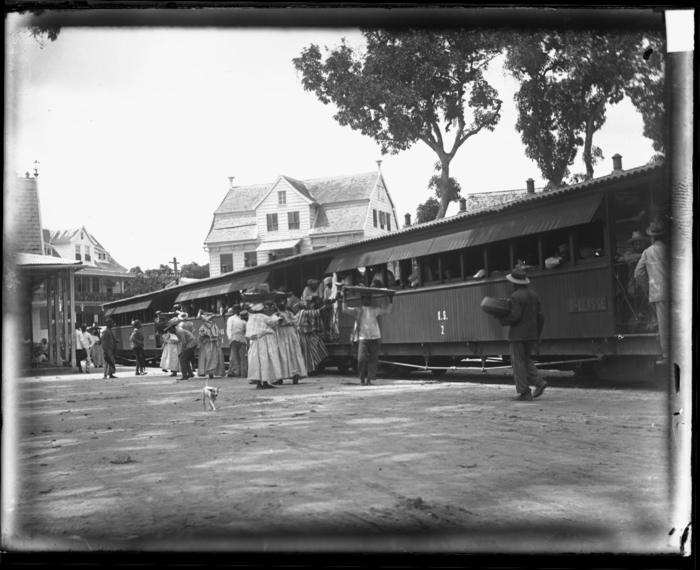
Station Lawaspoorweg, Paramaribo, Suriname. (Foto Charles W. Blackburne 1897-1912)

Op de kaart van Paramaribo uit 1823 staat de aanduiding ‘pontenwerven’ bij een stuk grond aan de Surinamerivier tussen de Drambrandersgracht en de Pontewerfstraat, aan het einde van de Saramaccastraat. De naam pont werd gebruikt om vrachtboten aan te duiden voor de binnenvaart, geschikt voor het vervoer van plantageprodukten zoals suiker, koffie en cacao. Op de werf bij de Drambrandersgracht werden grote ponten gebouwd voor het vervoer van suiker. De werf bestond nog in 1881. Anton de Kom (Paramaribo, 22 februari 1898 – Kamp Sandbostel (Neuengamme), 24 of 29 april 1945) was een Surinaamse nationalist en schrijver van het boek Wij slaven van Suriname dat in 1934 gepubliceerd werd.

#### Quataroliestraat. Vanaf 1904: Vaillantsplein
Het tracé van de Quataroliestraat liep over het huidige Vaillantsplein. De straat moest in 1904 plaatsmaken voor het station van de Koloniale Spoorwegen. De straat was genoemd naar Sebastiaan de Quatariolies (of Quartarolies), die uit Venetie kwam met een attestatie van Amsterdam en op 8 augustus 1715 in de Hervormde Gemeente werd ingeschreven. Hij trouwde in 1717 en hertrouwde in 1722 met Marie Corday. De straat kan ook genoemd zijn naar Philip de Quataroly, geboren in Amsterdam in 1714. Hij trouwde in 1752 in Paramaribo en hertrouwde in 1767 met Maria Marg. Peret. Hij stierf in 1771.

#### Rust en Vredestraat. Vanaf 2006:Frederik Derbystraat
Aan de Rust en Vredestraat lagen verschillende begraafplaatsen. Op de hoek met de Pontewerfstraat bevond zich de begraafplaats Maria's Lust (1779-1892) van de Evangelische Broedergemeente. In 1840 werd aan de Rust en Vredestraat, ter hoogte van de Steenbakkersgracht, een RK-begraafplaats ingewijd waar tot aan 1917 begraven werd. De gouvernementele begraafplaats Willem Jacobus Rust (1856-1913) bevond zich daarnaast. Die begraafplaats liep door tot aan de Wanicastraat. Op hetzelfde terrein bevond zich ook de begraafplaats Lina’s Rust (1898) van de stuiversvereniging van de Hervormde gemeente. Hier werden de armere lidmaten begraven, de rijkere leden van de hervormde kerk werden begraven in de Oranjetuin (1690-1801) of de Nieuwe Oranjetuin (1756-1961). Fred Derby (Para, 31 maart 1940 – Paramaribo, 19 mei 2001) was een politicus en vakbondsleider. Hij was de enige overlevende van de Decembermoorden die plaatsvonden op 8 december 1982. In de jaren voor zijn dood streed hij voor een onderzoek naar deze gebeurtenissen.

#### Soldatenstraat. Vanaf 25 april 2003:Henck Arronstraat
Aan het begin van de 18e eeuw werd de Gravenstraat doorgetrokken tot aan de Wanicastraat. Deze verlenging werd Soldatenstraat genoemd. De straat begon ter hoogte van de Nieuwe Oranjetuin en liep door tot aan de afslag naar de Oude Charlesburgweg. Daar veranderde de naam in Rijweg naar Kwatta, de huidige Kwattaweg.

#### Spanhoek (1833). Zie: Brandplein

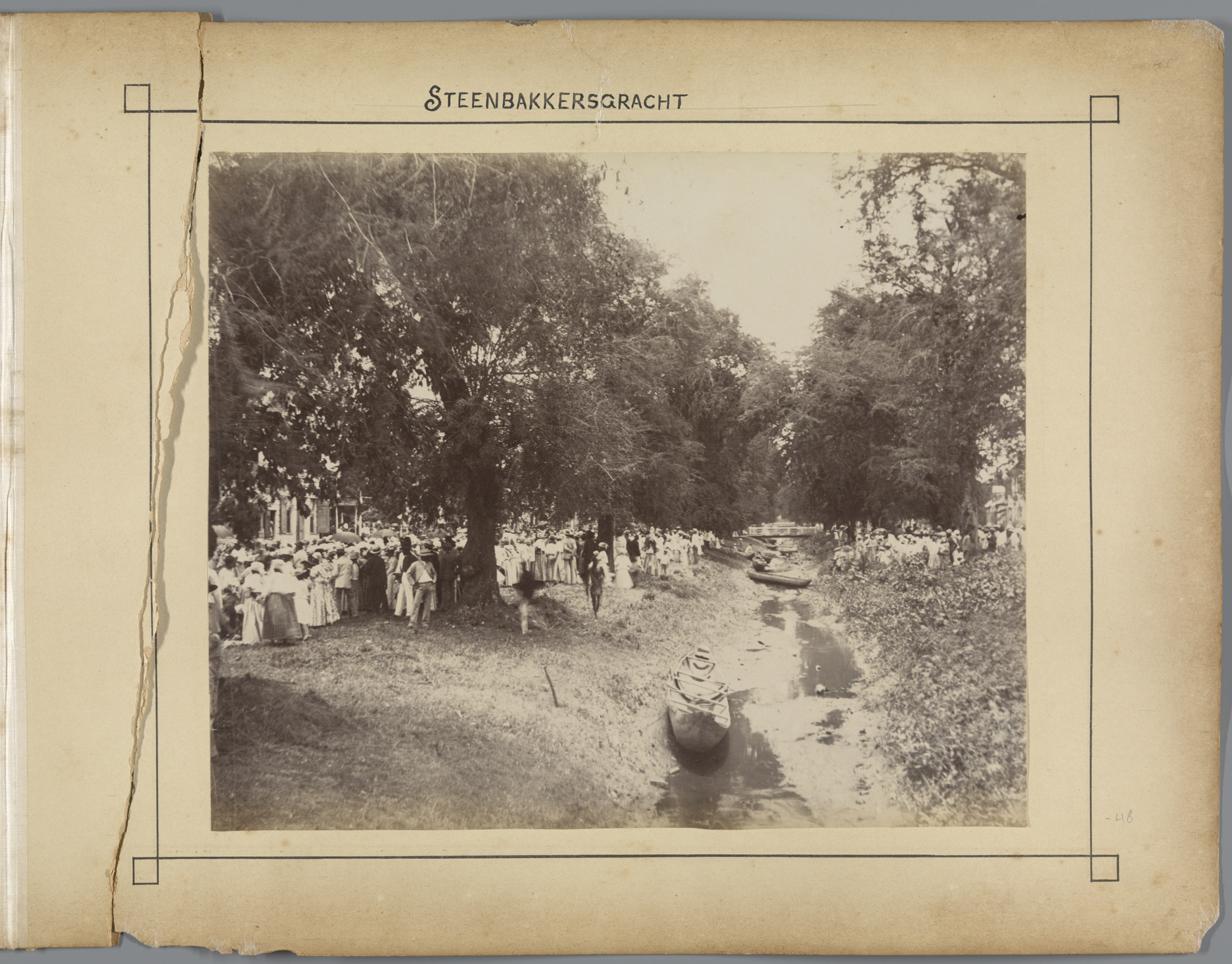
Gezicht langs de Steenbakkersgracht. De eerste steen wordt gelegd voor de bouw van de Wilhelminaschool (Albuminedruk Julius Muller 1893)

#### Steenbakkersgracht. Vanaf 1956:Dr. Sophie Redmondstraat
De gracht is genoemd naar een daar gevestigde steenbakkerij. Het betreft vermoedelijk de steenbakkerij die in 1734 werd gesticht ten behoeve van de bouw van het Fort Nieuw-Amsterdam. De gracht is gedempt. Sophie Redmond (Paramaribo, 14 januari 1907 – aldaar, 18 september 1955) was arts en actief als politica, toneelschrijfster, actrice en feministe. Ze vestigde zich in 1935 als particulier huisarts in Paramaribo. Ze ontpopte zich daarna steeds meer als voorvechter van de Surinaamse cultuur. Ze kleedde zich met de traditionele koto, ze weigerde importvoedsel te eten en streefde naar wetenschappelijk onderzoek naar de werking van Surinaamse kruiden. In 1950 deed ze mee aan de verkiezingen als onafhankelijk kandidaat, maar ze haalde geen zetel.

#### Tweede Dwarsstraat. Vanaf 1916:Hofstede Crulllaan
De Tweede Dwarsstraat lag in de Voorstad Zeelandia, nu Combé. Pieter Hofstede Crull (Meppel, 2 april 1862 – Tiel, 27 juli 1925) was een Nederlands jurist, procureur-generaal bij het Hof van Justitie en waarnemend  Gouverneur in 1908 en 1911.

#### Verlengde Gemenelandsweg. Vanaf  22 november 2019: Dr. Christiaan Hendrik Eerselstraat
De Gemenelandsweg lag in het gebied van de zuidelijke stadsuitbreiding van 1798 die plaatsvond tussen de Drambrandersgracht en de Limeskreek. De weg liep van de Surinamerivier naar een gebied dat Landsgrond genoemd werd (kaart 1853). Op de hoek met de Wanicastraat was het Weldadigheidsgesticht “Boniface” gevestigd. De weg is later doorgetrokken en dat gedeelte kreeg de naam Verlengde Gemenelandsweg. Hein Eersel (Paramaribo, 9 juni 1922) was een taalwetenschapper en letterkundige. Hij heeft een sleutelrol vervuld bij de ontwikkeling van het taal- en literatuuronderzoek in Suriname. De naamswijziging op 23 november 2019 werd uitgesteld.

#### Verlengde Molenpad. Vanaf 1985:Dr. Samuel Kafiluddistraat
Houtzaagmolens waren een essentieel onderdeel van de bouwnijverheid. Ze leverden de balken en planken, deuren en kozijnen van de houten gebouwen en woningen in Paramaribo. Aan de Surinamerivier, bij het begin van Molenpad, staan op de kaart van 1916-17 vijf stoomhoutzaagmolens ingetekend. Samuel Kafiluddi (Paramaribo, 4 april 1917 – Paramaribo, 1 november 1984) was kinderarts, gouvernementsgeneesheer en directeur van de leprozerie Groot Chatillon bij Domburg. Hij was de eerste gespecialiseerde kinderarts in Suriname en docent aan de Medische Faculteit van de Universiteit van Suriname.

#### Verlengde Weidestraat. Zie: Weidestraat

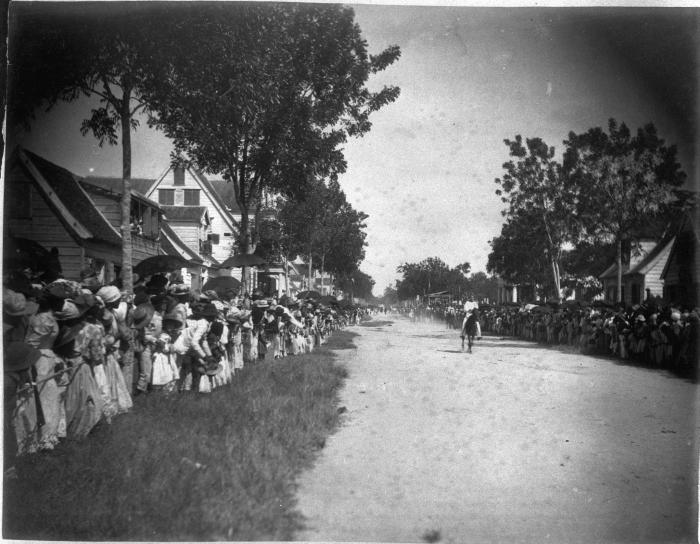
Harddraverij op de Wagenwegstraat (Foto Julius Muller 1893)

#### Wagenwegstraat. Vanaf juni 1948 (gedeeltelijk):Dr. J.F. Nassylaan
De Wagenwegstraat dankte zijn naam aan de aanwezigheid van een wagenmakersbedrijf. Op oudere kaarten van Paramaribo wordt de straat ook aangeduid met Wagenweg of Wagenstraat. De huidige straatnaam bestaat nog steeds. Alleen het westelijk deel, vanaf de kruising met de Stoelmanstraat is hernoemd. Johan Frederik Nassy (Paramaribo, 5 juni 1866 – 24 januari 1947) was een arts en geneesheer-directeur van het Sint Vincentius Ziekenhuis. Naast deze functie had hij een eigen praktijk. Hij woonde aan de Wagenwegstraat 70.

#### Wanicastraat. Vanaf 2006:Johan Adolf Pengelstraat
De Wanicastraat liep vanuit het centrum van Paramaribo naar het zuidwesten, richting Wanica. Na de kruising met de Domineekreek bij Poelepantje veranderde de naam in Pad van Wanica (later hernoemd naar Indira Gandhiweg). Johan Adolf Pengel (Paramaribo, 20 januari 1916 – aldaar, 5 juni 1970) was een politicus voor de Nationale Partij Suriname (NPS). In 1952 richtte hij de Surinaamse Werknemers Moederbond op. Hij was voorzitter van de Staten van Suriname, minister en premier van 1963 tot 1969.

#### Weidestraat en Verlengde Weidestraat. Vanaf 2011:Mr. Eduard J. Brumastraat
De Weidestraat was genoemd naar de ‘Gemeene Weyde’ die niet lang na 1776 bebouwd werd. De gemene weide was een open gebied dat in gebruik was als gemeenschappelijke weidegrond. Het gebied lag vlak buiten de bebouwde omgeving ten westen van de Zwartenhovenbrugstraat. Voor het gebruik van de weide moest wel worden betaald. Eddy Bruma (Paramaribo, 30 mei 1925 – 6 november 2000) was een Surinaams jurist, schrijver en politicus. Hij was lid van de Partij Nationalistische Republiek (PNR), advocaat, voorzitter van de vakbond Centrale-47 en minister van Economische Zaken van 1973-1977.

#### Zijstraten van de Anniestraat
De Anniestraat is genoemd naar een dochter van P.A. May, een industrieel, journalist en lid van de Koloniale Staten. De straat werd aangelegd rond 1900 in de wijk Charlesburg, zo genoemd naar de voormalige plantage die op die plek aan de Sommelsdijkse Kreek lag. De vijf zijstraten werden 1e, 2e, 3e, 4e, en 5e zijstraat genoemd. Ze verbonden de Anniestraat met de Frederikalaan. De Anniestraat ligt vlak bij de sportvelden in de Cultuurtuin en de zijstraten werden na 1950 vernoemd naar bekende sporters.

##### 1e zijstraat. Na 1950:Kartaramstraat
Kártárám is de familienaam van de broers Rammanorath (1918-) en Bálkrishna (Balkisoen) (1923-1977). Zij richtten in deze straat in de jaren 1960  cultureel centrum en sportcentrum Shanti Dal op. Rammanorath Kartaram was bekend als voetballer (doelman) bij SV Transvaal. Hij speelde ook in het nationale elftal. Rond 1950 was hij penningmeester van de Hindostaanse Voetbal Bond.

##### 2e zijstraat. Na 1950: Ro Carstersstraat
Ro Carsters is een badmintonspeler. Hij werd Caraïbisch kampioen badminton in november 1972.

##### 3e zijstraat. Na 1950: Sanirsadstraat
Hendrik Samingan Sanirsad was nationaal damkampioen van Suriname in 1964 en 1969. Enkele partijen zijn terug te vinden op YouTube.

##### 4e zijstraat. Na 1950: Cornelis Graanoogststraat
Cornelis Graanoogst [1923 - juni 1978] een voetballer die in 1952 en 1957 landskampioen werd met zijn club Voorwaarts en van 1946 tot 1960 keeper was van het Surinaamse nationale elftal.

##### 5e zijstraat. Na 1950: Rattan Oemrawsinghstraat
Rattan Oemrawsing [27 december 1927 - 24 december 1978] medeoprichter van de cricketclub Suriname, aanvoerder van de nationale selectie en bestuurder van de Surinaamse Cricket Bond.

#### Kaarten

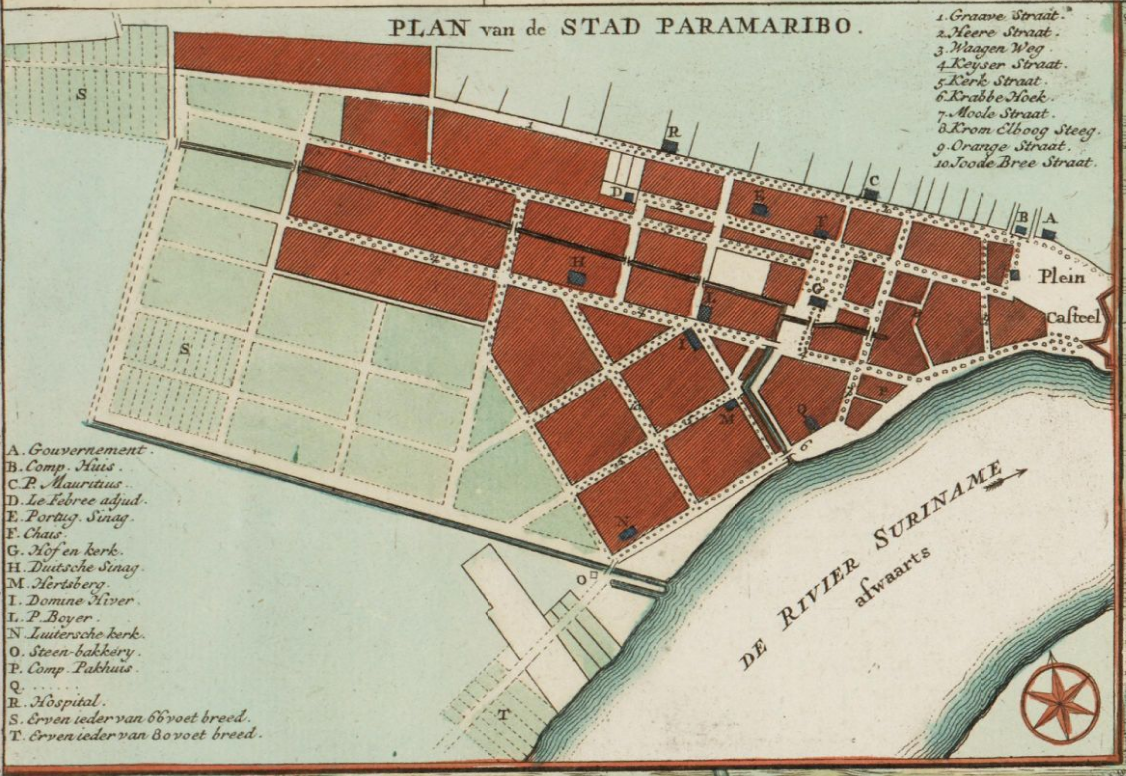
Plan van de Stad Paramaribo (1737, vervaardigd in 1758)
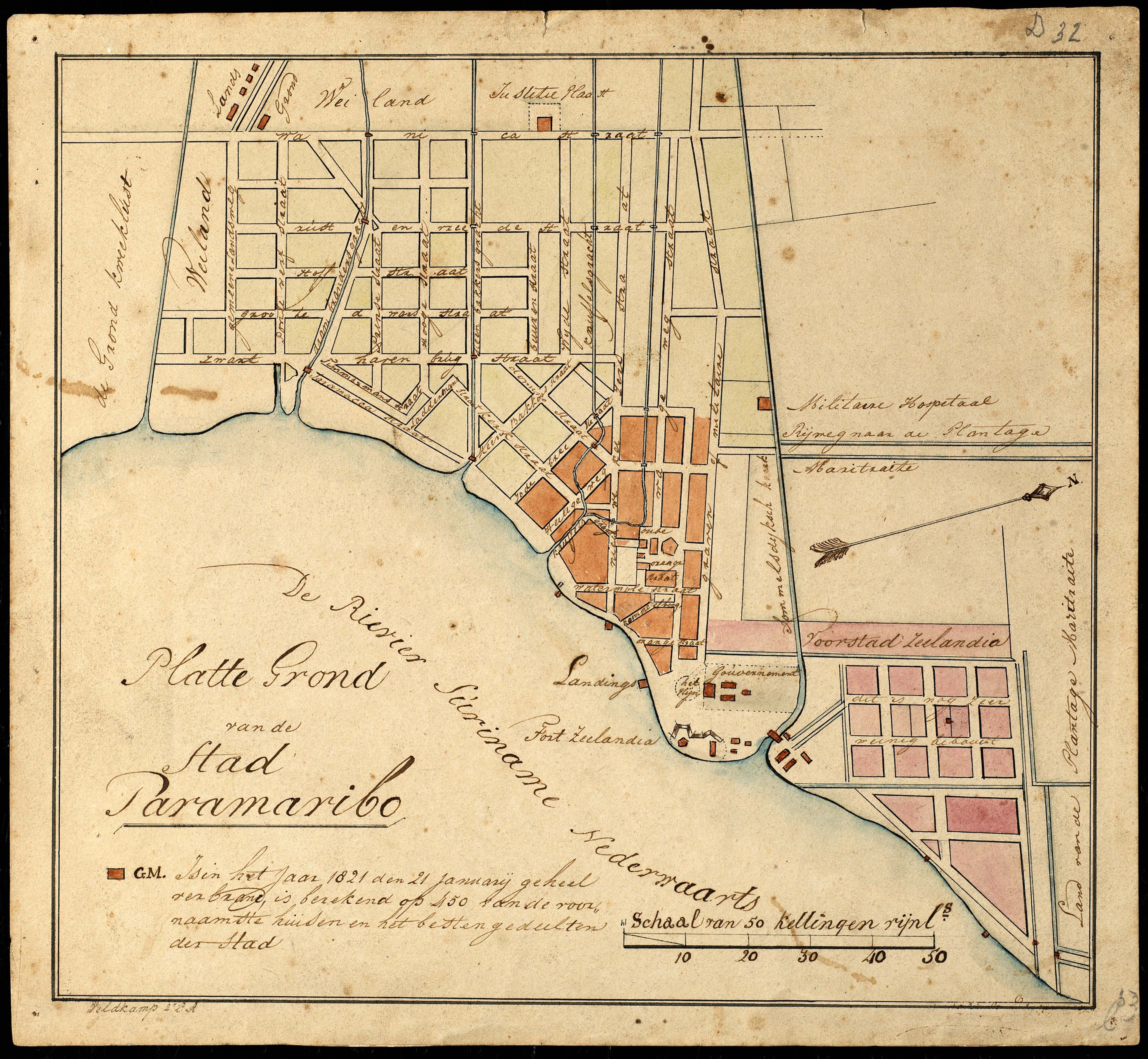
Platte grond van de stad Paramaribo (1821)
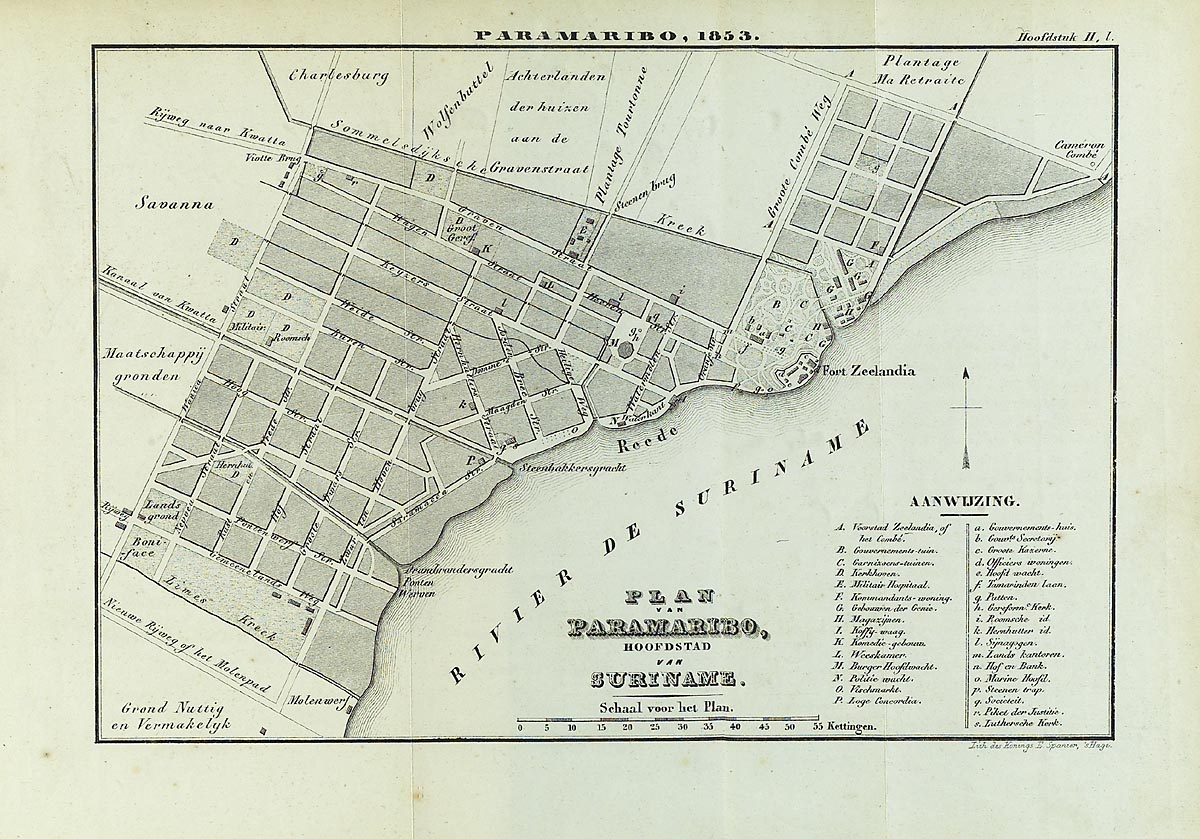
Plan van Paramaribo, hoofdstad van Suriname (1853)
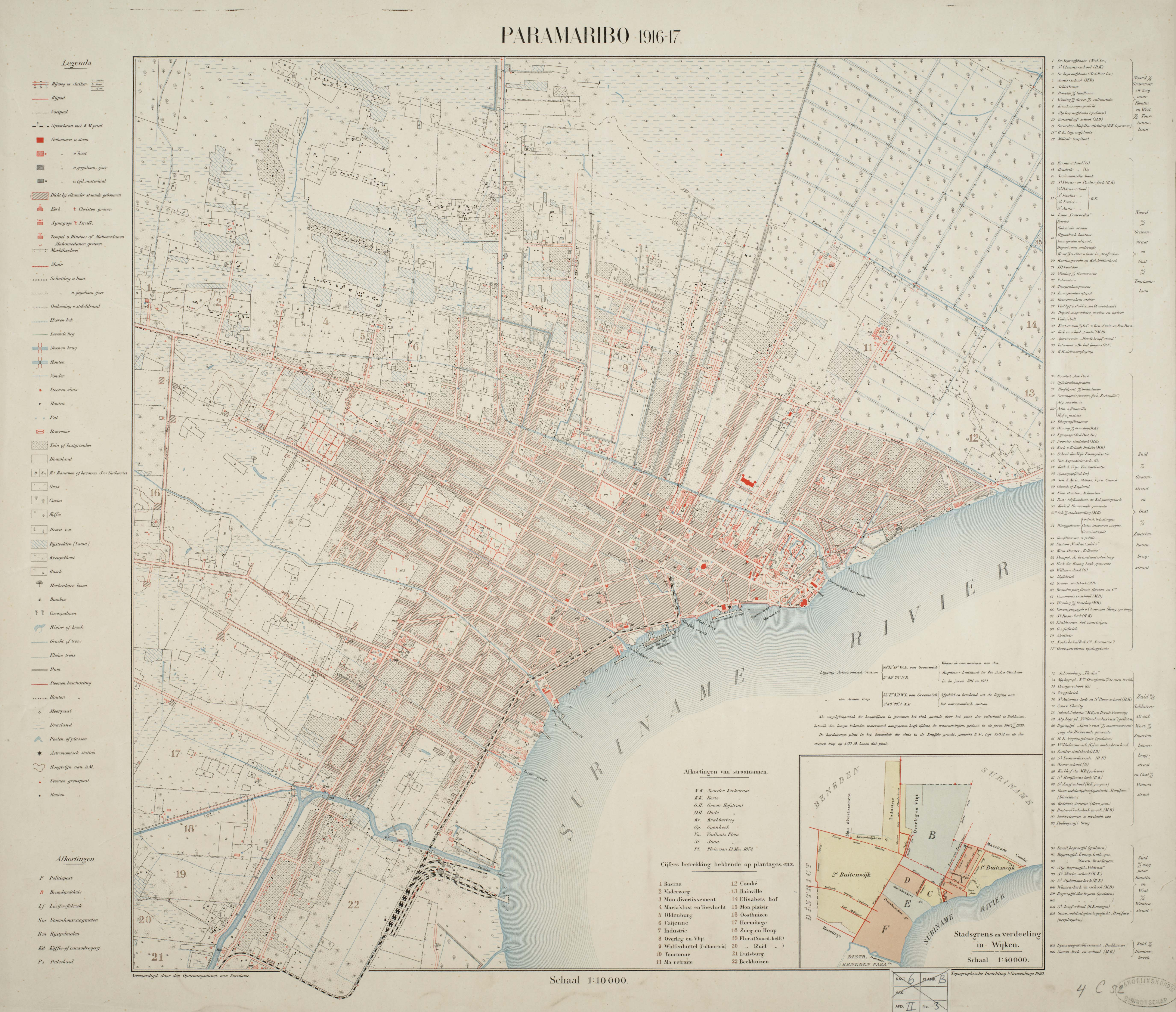
Kaart van Paramaribo (1916-17)
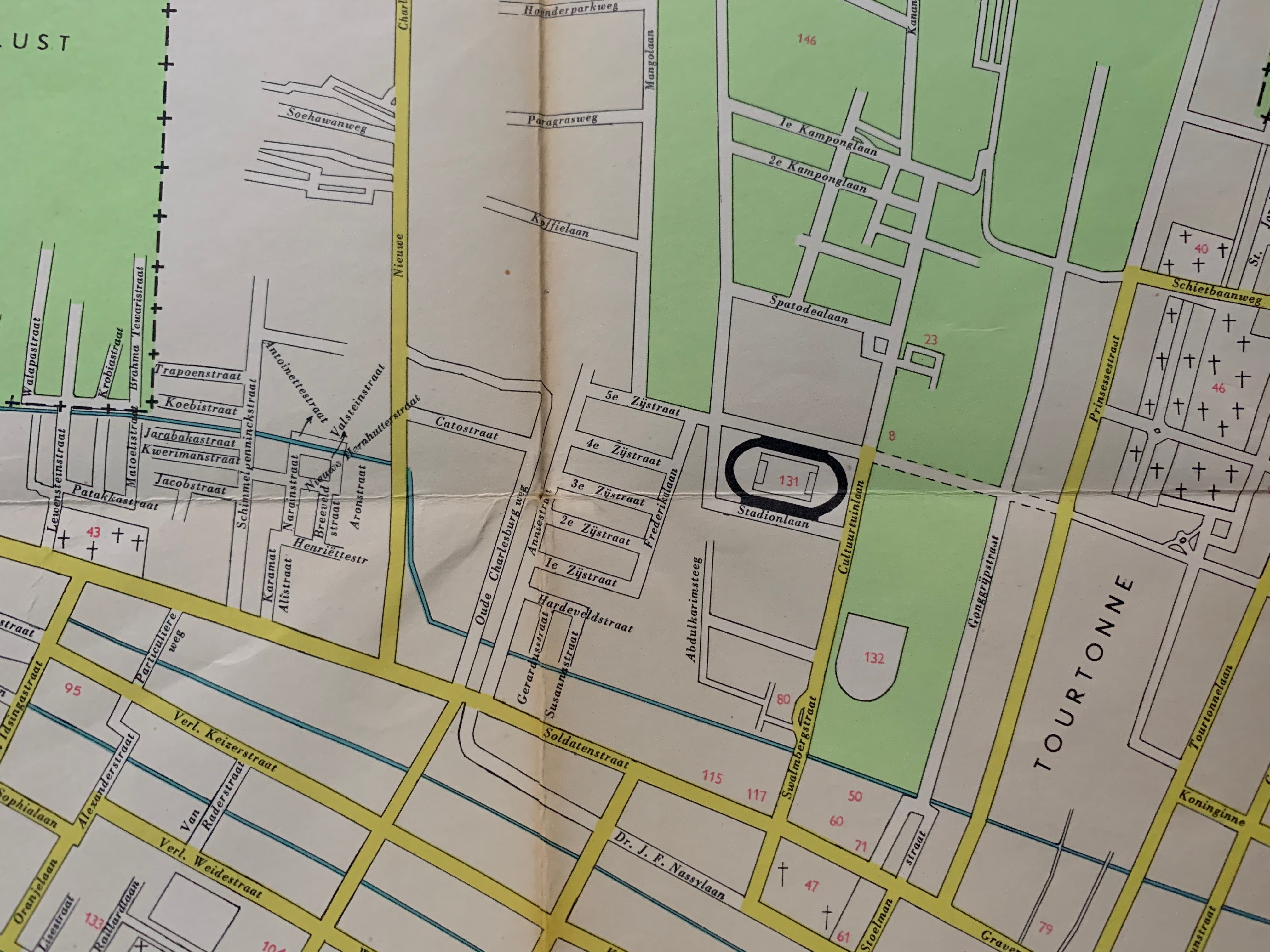
Plattegrond van Paramaribo. Uitsnede omgeving Cultuurtuin (1950)